# خرافه (شهر)
خرافه (به هلندی: Grave) یک شهرستان در هلند است که در برابانت شمالی واقع شده‌است. خرافه ۱۰ متر بالاتر از سطح دریا واقع شده‌است.

## نگارخانه

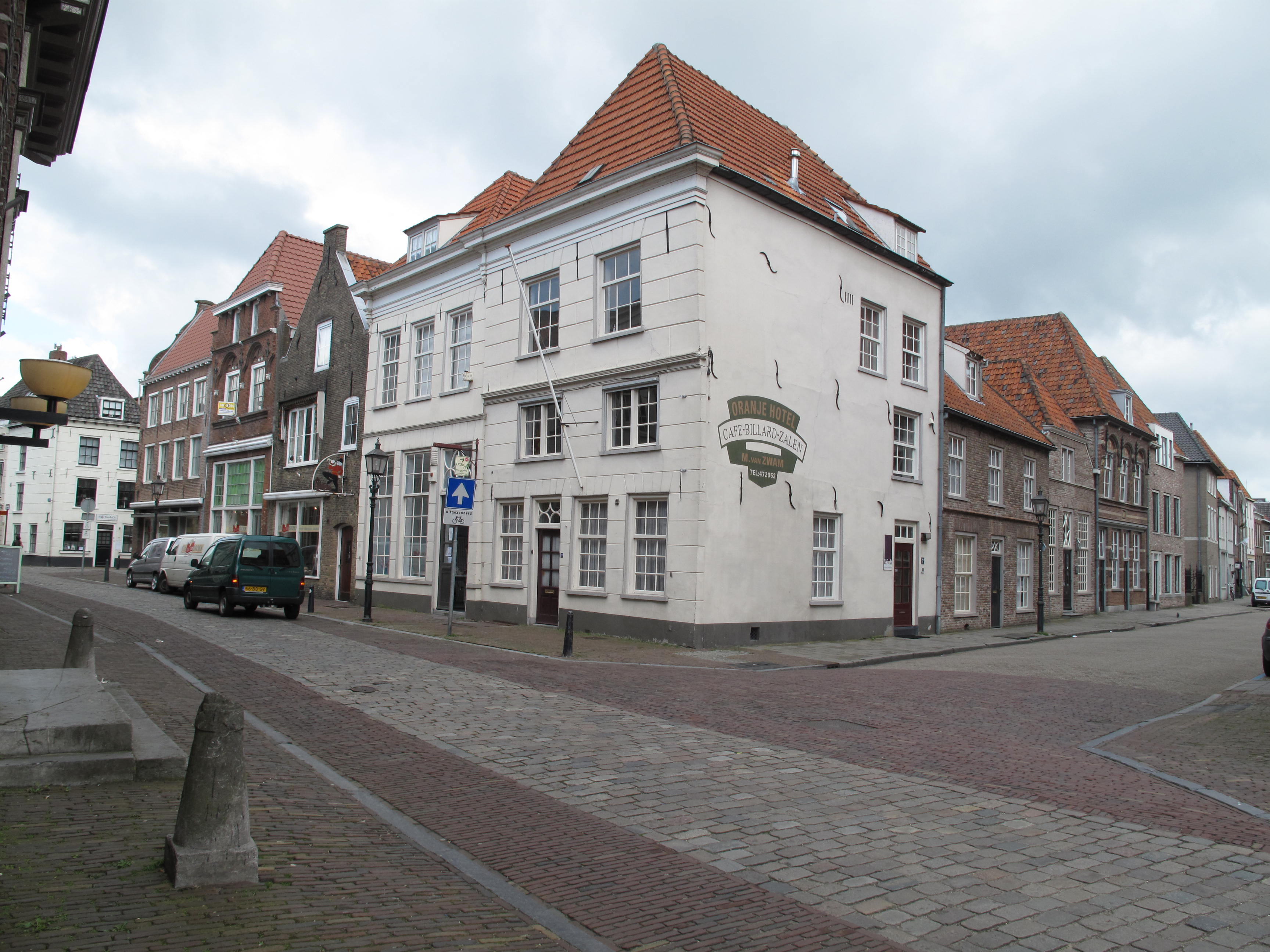
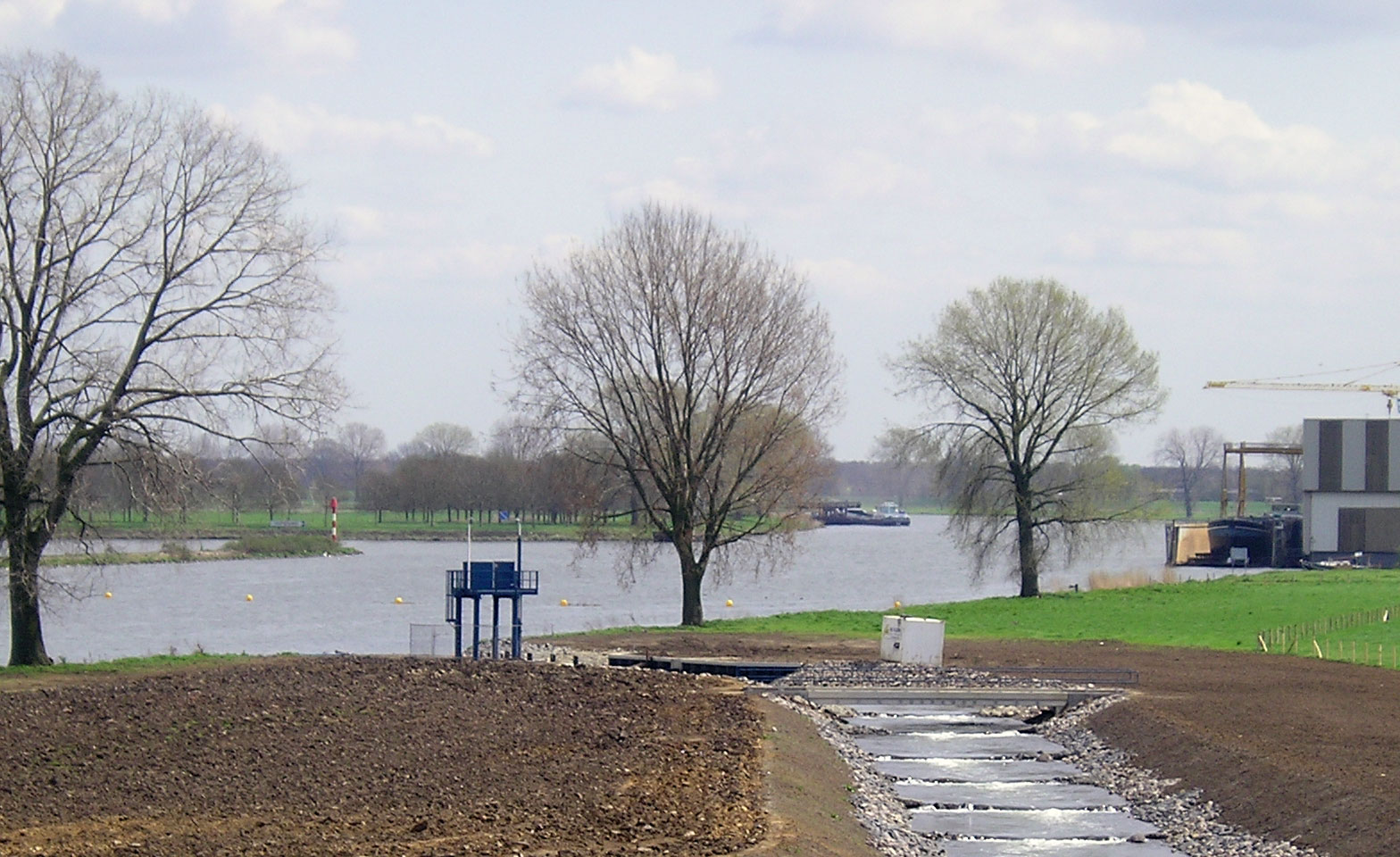
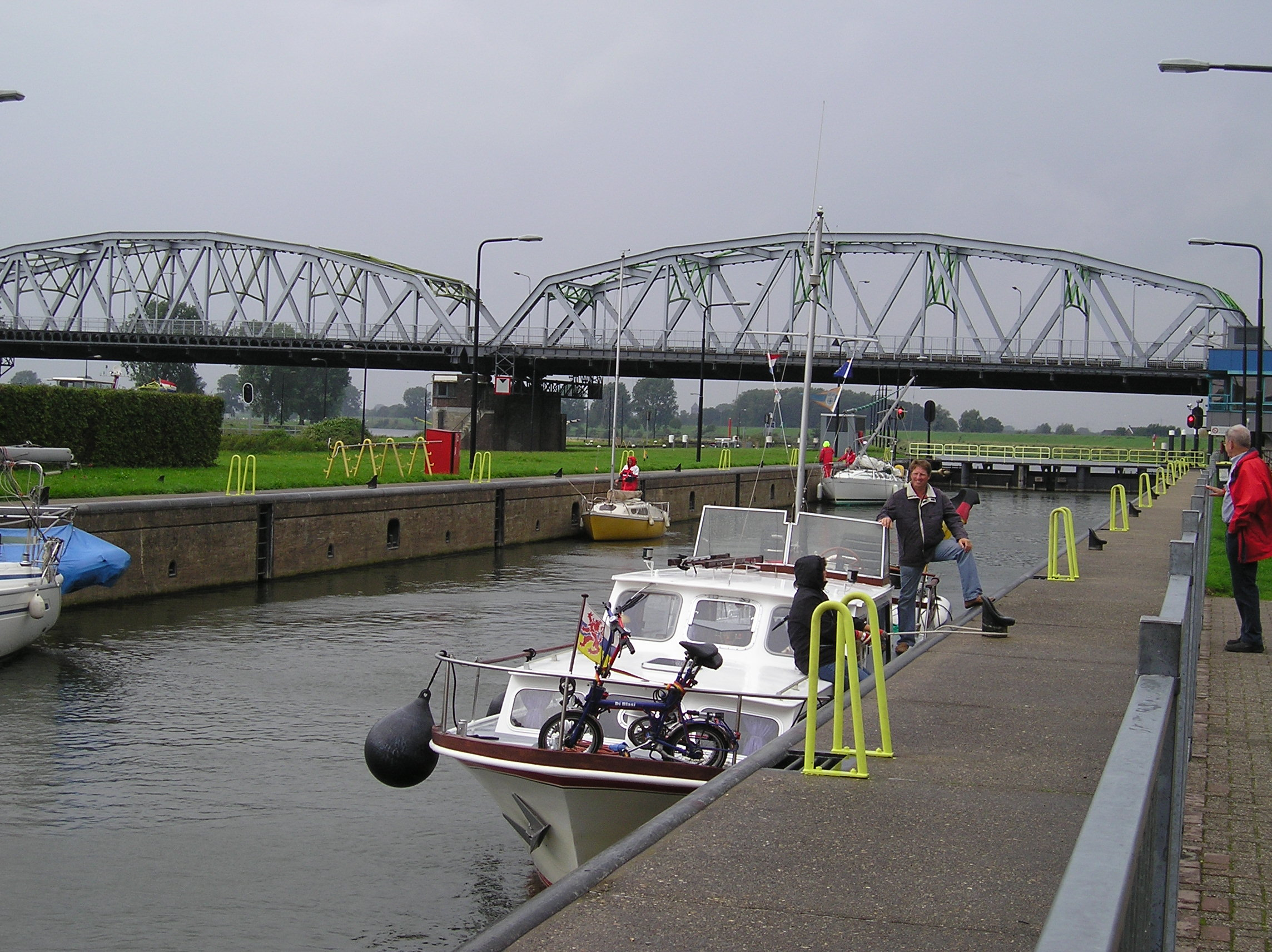
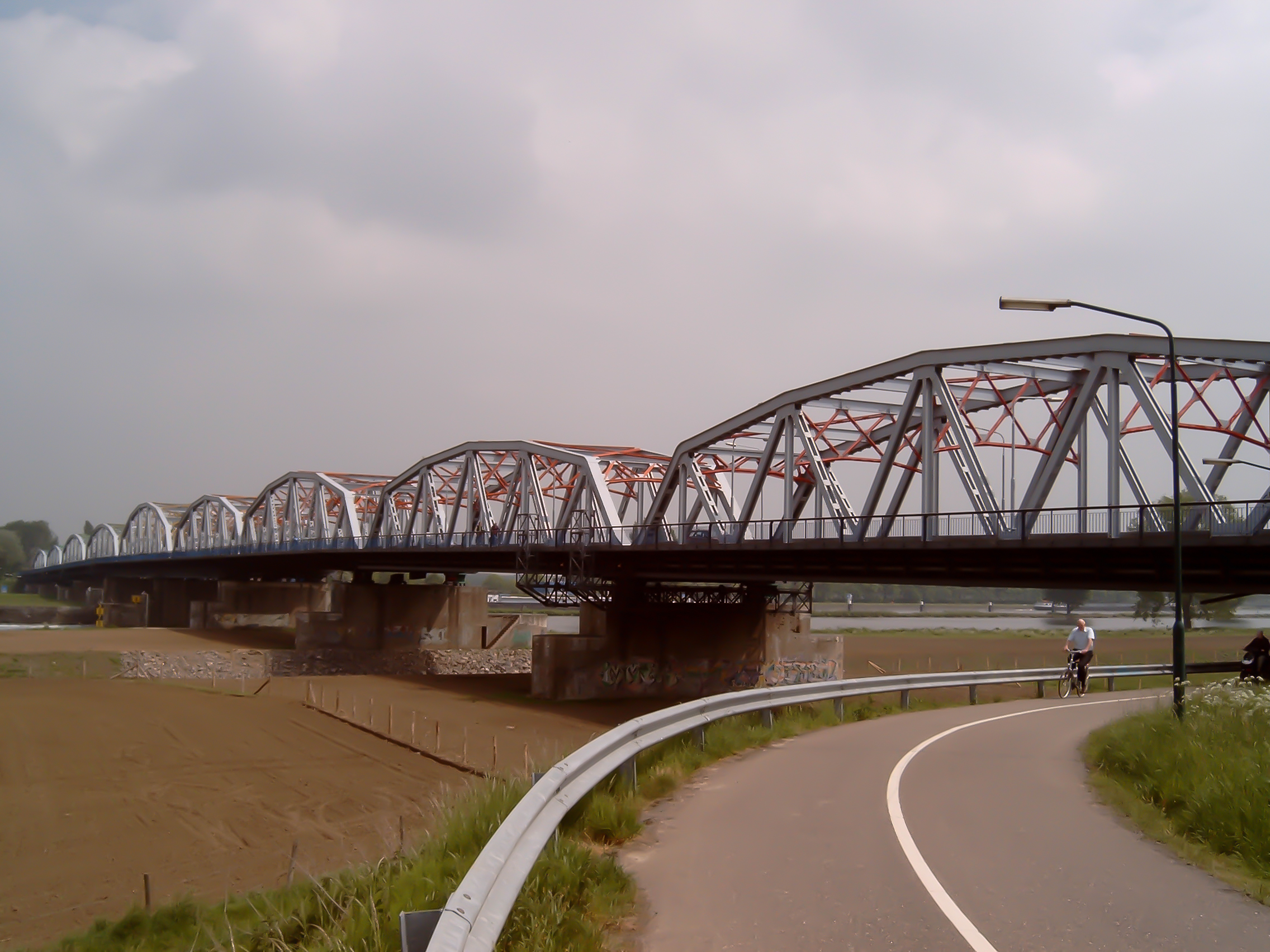